# Ситьково (Калязинский район)
Ситьково — упразднённая деревня в Калязинском районе Тверской области. Входила на год упразднения в состав Нерльского сельсовета. Включена в конце 1970-х годов в черту села Нерль, ныне улица Ситьковская.

## География
Находилась примерно в 25 км к югу от города Калязина на реке Серебрянка, вблизи впадении в реку Нерли её притока Вьюлки, к югу от Нерли.

## История
Упоминается в книге «Список населенных мест Тверской губернии по сведениям 1859 года» 1862 года.
Присоединена в конце 1970-х годов к селу Нерль.

## Население
По сведениям 1859 года на 35 дворах проживали 234 человек, из них	131 мужчин,	133 женщины.